# 埃利斯堡 (新澤西州)
埃利斯堡（英語：Ellisburg）是位於美國新澤西州康登縣的普查規定居民點。

## 人口
根據2020年美國人口普查的數據，埃利斯堡的面積為2.34平方千米，皆為陸地。當地共有人口4601人，而人口密度為每平方千米1,966.24人。